# Dag Solstad

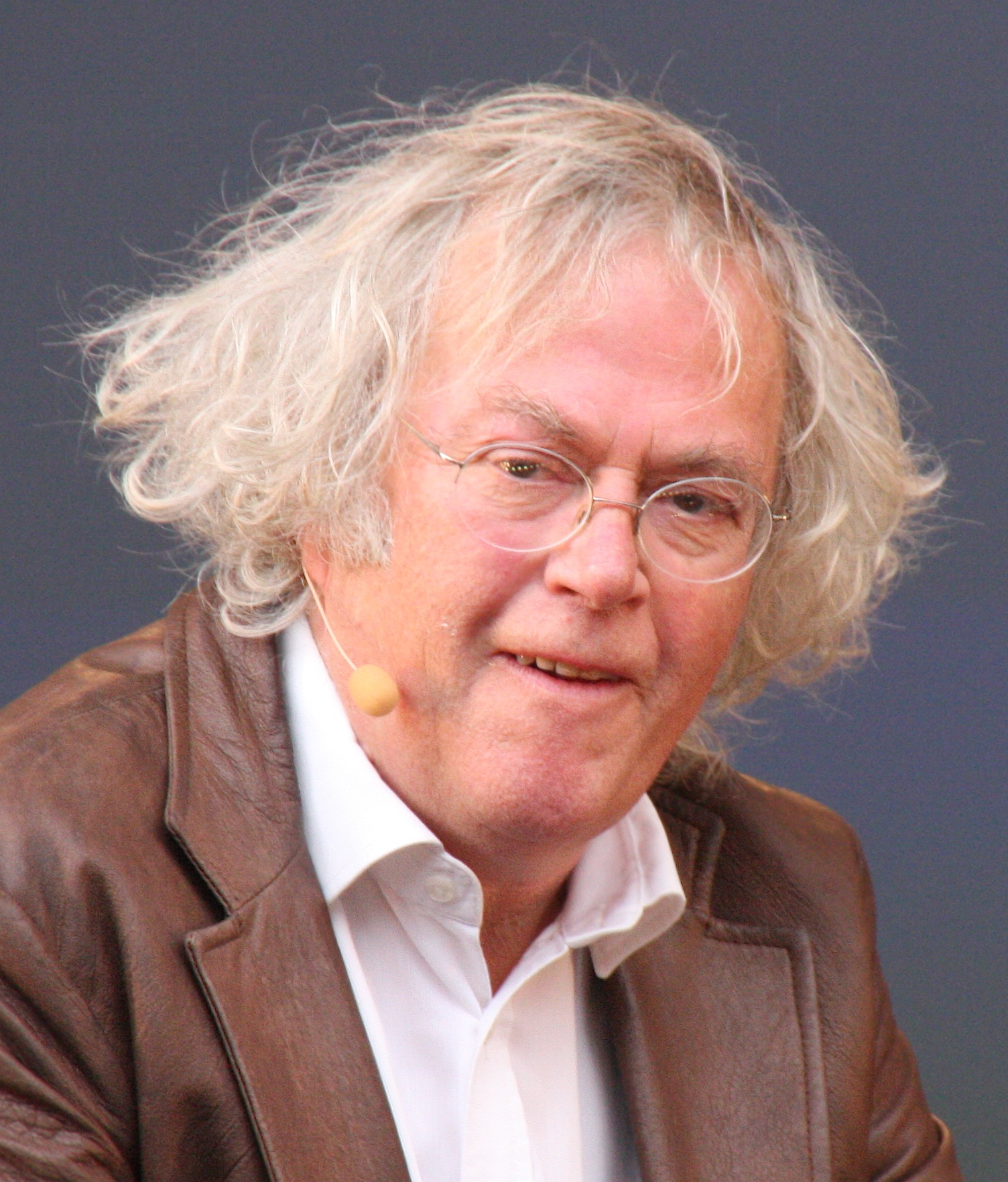
Dag Solstad

Dag Solstad (Sandefjord, 16 juli 1941 – Oslo, 14 maart 2025) was een Noors schrijver en dramaturg. Hij heeft meer dan dertig boeken op zijn naam staan en een groot deel daarvan werd vertaald in verschillende talen. Zijn vroege werk was enigermate omstreden vanwege de maoïstische tendensen ervan. Nadien werd hij een van de meest vooraanstaande Noorse auteurs. 
Naast romans schreef Solstad ook toneelstukken. Zijn werk werd verschillende malen bekroond. Hij schreef ook een aantal journalistieke verslagen over verschillende wereldkampioenschappen voetbal.
Solstad overleed op 14 maart 2025 op 83-jarige leeftijd.

## Romans
- Irr! Grønt! - (1969)
- Arild Asnes, 1970 - (1971)
- 25. septemberplassen - (1974)
- Svik. Førkrigsår - (1977)
- Krig. 1940 - (1978)
- Brød og våpen - (1980)
- Gymnaslærer Pedersens beretning om den store politiske vekkelse som har hjemsøkt vårt land (Vertaald als Leraar Pedersens verslag van de invloedrijke politieke beweging die een bezoeking voor ons land is geweest) - (1982)
- Forsøk på å beskrive det ugjennomtrengelige - (1984)
- Roman 1987 - (1987)
- Medaljens forside - (1990)
- Ellevte roman, bok atten - (vertaald als Roman 11, boek 18) (1992).
- Genanse og verdighet -  (Vertaald als Gêne en waardigheid) (1994)
- Professor Andersens natt -  (Vertaald als Professor Andersens nacht)(1996).
- T. Singer (Vertaald als T. Singer) - (1999)
- 16/07/41 - (2002)

## Prijzen
- 1969 - Mads Wiel Nygaards legat
- 1969 - Kritikerprisen voor Irr! Grønt!
- 1982 - Språklig samlings litteraturpris
- 1989 - Literatuurprijs van de Noordse Raad voor Roman 1987
- 1992 - Kritikerprisen voor Ellevte roman, bok atten
- 1996 - Doblougprijs
- 1996 - Gyldendalprisen
- 1998 - Brageprijs
- 1999 - Kritikerprisen voor T. Singer
- 2001 - Vestfolds Litteraturpris
- 2004 - Aschehougprijs
- 2006 - Brageprijs voor Armand V. Fotnoter til en uutgravd roman

- Bibsys: 90064504
- Biblioteca Nacional de España: XX4441067
- Bibliothèque nationale de France: cb12033114r (data)
- CiNii: DA18351901
- Digitale Bibliotheek voor de Nederlandse Letteren: sols005
- Gemeinsame Normdatei: 123008603
- International Standard Name Identifier: 0000 0000 7829 8055
- KulturNav: cf2c5f8c-5f09-412d-86ea-0d47cb651c2b
- Library of Congress Control Number: n79094693
- Nationale Bibliotheek van Letland: 000007712
- Bibliotheek van het Japanse parlement: 001201535
- Nationale Bibliotheek van Tsjechië: xx0040327
- Nationale Bibliotheek van Israël: 987007586348805171
- Nationale en Universitaire bibliotheek Zagreb: 000028678
- Nederlandse Thesaurus van Auteursnamen: 068117582
- LIBRIS: 225627
- SNAC: w6wt6ftk
- Système universitaire de documentation: 02850917X
- Virtual International Authority File: 7406235
- WorldCat: E39PBJwhCdWg7gxPFYfJT4qxXd